# Udzungwa-franjeaap
De Udzungwa-franjeaap (Piliocolobus gordonorum) is een zoogdier uit de familie van de apen van de Oude Wereld (Cercopithecidae). De wetenschappelijke naam werd in 1900 gepubliceerd door Matschie.

## Voorkomen
De soort komt voor in Tanzania, in het Udzungwagebergte.